# ورد هلبي
ورد هلبي (الاسم العلمي:Rosa setigera) هو نوع من النباتات يتبع جنس الورد من الفصيلة الوردية. وسط وشرق أمريكا الشمالية.
تتميز هذه الزهرة بفروع طويلة مقوسة، و بعدد الوريقات، ثلاث وريقات للعنق الخصب و ثلاث أو خمس وريقات بالنسبة للعنق الحديث أو العقيم، و الشوك المقوس للأسفل.